# 柴田厚
柴田 厚（しばた あつし、1961年4月11日 - ）は、放送文化研究所主任研究員で、元NHKチーフアナウンサー。

## 人物
群馬県立前橋高等学校を経て早稲田大学を卒業後、1985年入局。

## 過去の出演番組
沖縄局時代
- FMリクエストアワー （1986年頃）

名古屋局時代
- こんばんは6時です（2000年度）